# غرا (نبات)
البقدونس الحجري أو الغرا (الاسم العلمي: Sison amomum) هو واحد من عدة أنواع من النباتات في جنس سيسون، وهو نبات أصلي في غرب وجنوب أوروبا، وشمال إفريقيا، وتركيا. ينتمي النوع والجنس إلى النباتات المزهرة في عائلة الخيمية، وقد وصف النبات لأول مرة من قبل كارل لينيوس في كتابه "أنواع النباتات"، الذي نُشر لأول مرة في عام 1753.
البقدونس الحجري هو نبات قائم وعديم الشعر، وينتج رائحة كريهة إذا سحقت أوراقه. عادة ما يصل ارتفاع هذا النوع من 30 و 70 سـم (12 و 28 بوصة)، على الرغم من أنه يمكن أن ينمو ليصل إلى 1 م (3.3 قدم). يتميز النبات بسيقان رقيقة وصلبة ومخططة، تتفرع بكثرة، وينتج ثمارًا كروية صغيرة بقطر حوالي 3 مـم (0.12 بوصة). يحتوي النبات على أزهار بيضاء صغيرة، عادة ما تكون بحجم 1 إلى 3 مـم (0.039 إلى 0.118 بوصة)، مع بقعة خضراء في المركز. تنمو الأزهار على سيقان طويلة بأطوال مختلفة، في مجموعات زهرية تصل عرضها إلى 4 سـم (1.6 بوصة). تحتوي الأزهار عادةً على خمس بتلات غير منتظمة مسننة، وخمس أسدية. عادة ما تتفتح الأزهار بين يوليو وسبتمبر. يحتوي النوع على ما بين ورقتين إلى أربع وريقات خطية قصيرة، تنبثق من أسفل المظلات الزهرية وحتى أربع وريقات صغيرة.
جذور وأوراق وبذور النبات صالحة للأكل، وقد استخدمت تاريخيًا في الغذاء، ويمكن استخدام البذور لإنتاج التوابل.
يوجد النبات في الأراضي العشبية الوعرة، وعلى ضفاف الأعشاب، وبجانب الطرق والسكك الحديدية والمسارات والأسيجة النباتية، كان هذا النوع في الأصل من جنوب فرنسا، بالقرب من البحر الأبيض المتوسط، ثم انتشر عبر فرنسا ووصل إلى بريطانيا العظمى بحلول أواخر القرن الثامن عشر، وإلى إسبانيا وبلجيكا في القرن التاسع عشر. بحلول القرن العشرين، سجل في إيطاليا، وألمانيا، والجزائر، ودول البلقان، والقوقاز، والجزر المتوسطية مثل صقلية، وكورسيكا، وسردينيا، وجزر البليار، وادخل إلى نيوزيلندا. في القرن الحادي والعشرين، عثر عليه أيضًا في سويسرا والنرويج.